# Prothelminthus
Prothelminthus is een geslacht in de taxonomische indeling van de Orthonectida. Deze minuscule, wormachtige parasieten hebben geen weefsels of organen en bestaan uit slechts enkele tientallen cellen.
Het organisme behoort tot de familie Rhopaluridae. Prothelminthus werd in 1880 beschreven door Jourdan.